# Col·legi Major Universitari La Salle de Barcelona
El Col·legi Major Universitari La Salle de Barcelona és un col·legi major universitari creat el 1966 a Barcelona. Aquesta entitat el 2002 va rebre la Creu de Sant Jordi per considerar que l'entitat té un paper rellevant en l'entorn social de l'ensenyament superior a Catalunya i el foment de les inquietuds culturals i formatives.